# Simon de Beaulieu
Simon de Beaulieu (né au Château de Beaulieu, en Brie et mort le 18 août 1297 à Orvieto) est un cardinal français du XIIIe siècle.

## Biographie
Il est le fils de Jean de Beaulieu et d'Agnès.
Simon de Beaulieu étudie à l'université de Paris. Selon certaines sources, il est membre des cisterciens. Il est archidiacre à Chartres, de l'église Saint-Pierre de Poitiers, chanoine au chapitre de Bourges, de Saint-Martin à Tours et administrateur de l'abbaye de Notre-Dame de la Charité à  Besançon. Il se lie d'amitié avec Simon de Brie alors que ce dernier est trésorier de l'abbaye Saint-Martin de Tours. Ce dernier est devenu pape sous le nom de Martin IV.
En 1281, il est élu archevêque de Bourges grâce à l'appui du pape Martin IV.
Le pape Célestin V le crée cardinal lors du consistoire du 18 septembre 1294. Avec le cardinal Bérard de Got. Le cardinal Beaulieu participe au conclave de 1294 (élection de Boniface VIII).
Le pape Boniface VIII l'envoie en France comme légat pour pacifier les différends qu'il y avait entre le roi de France Philippe IV le Bel et le roi d'Angleterre Édouard II, en 1295. N'ayant pas réussi dans cette mission, il retourne en Italie où il meurt en 1297.
Le tombeau de Simon de Beaulieu se trouvait dans l'église de l'abbaye Notre-Dame de Jouy où son corps a été retrouvé en 1728 contrairement à l'affirmation disant qu'il avait été inhumé à Orvieto.